# (152575) 1994 GY
1994 جي واي (ويعرف أيضًا باسم (152575) 1994 جي واي وفق تسمية الكوكب الصغير) (بالإنجليزية: 1994 GY)‏ هو كويكب ضمن حزام الكويكبات؛ وترتيبه 152575 من حيث الاكتشاف.
اكتُشف هذا الجُرم الفلكي بواسطة Atsushi Sugie ‏ في 14 أبريل 1994.

## وصلات خارجية
- (152575) 1994 GY في قاعدة بيانات مختبر الدفع النفاث لأجرام النظام الشمسي الصغيرة

- الاكتشاف · مخطط المدار ·  العناصر المدارية · المعلمات المادية

- (152575) 1994 GY على موقع ويكي سكاي: DSS2, SDSS, GALEX, IRAS, Hydrogen α, X-Ray, Astrophoto, Sky Map, Articles and images